# Fatma Koşer Kaya

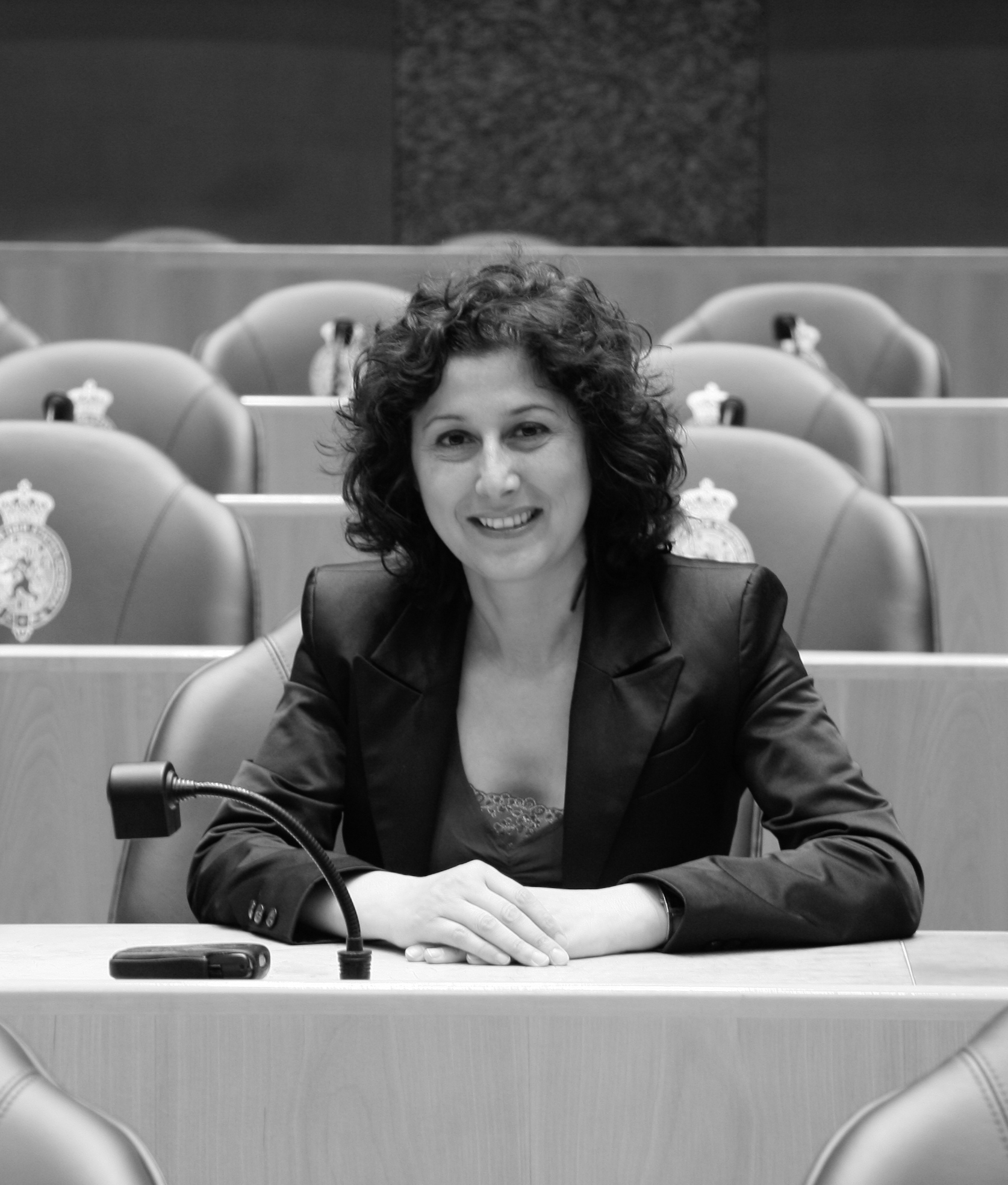
Fatma Koşer Kaya, 2009

Fatma Koşer Kaya (* 20. Februar 1968 in Çarşamba, Türkei) ist eine niederländische Anwältin und Politikerin türkischer Herkunft. Sie vertrat von 2004 bis 2012 und von 2015 bis 2017 in der Zweiten Kammer der Generalstaaten die sozialliberale Partei D66.

## Biographie
Koşer Kaya emigrierte im Alter von sechs Jahren mit ihrer Mutter, drei Brüdern und zwei Schwestern aus der Türkei in die niederländische Stadt Bergen op Zoom. Zwischen 1987 und 1993 studierte sie Rechtswissenschaften an der niederländischen Universität Tilburg, nachdem sie einige Zeit als Anwältin und Gerichtsschreiberin gearbeitet hatte. Im Jahr 1998 trat sie als Rechtsanwältin in den Dienst des niederländischen Gewerkschaftsbundes (FNV). Als Rechtsanwältin und Strafverteidigerin konzentriert sich Koser Kaya hauptsächlich auf Arbeit, Sozialversicherung und internationales Privatrecht.

## Politik
Am 8. September 2004 kam sie als Nachfolgerin von Francine Giskes in die Zweite Kammer.
Bei den Parlamentswahlen 2006 war sie in der Kandidatenliste der auf drei Mandate geschrumpften D66 an sechster Stelle, sie wurde jedoch mit 34.564 Vorzugsstimmen auf Kosten von Bert Bakker in das Parlament gewählt. 2010 gelang ihr auf Listenplatz fünf die erneute Wiederwahl. Bei den vorgezogenen Parlamentswahlen im September 2012 konnte ihre Partei sich zwar auf 12 Mandate verbessern, Koşer Kaya verlor aber mit Listenplatz 13 ihren Sitz. Von 2013 bis 2014 war sie Beigeordneter in Wassenaar. Am 19. August 2015 kehrte sie als Nachrückerin in die Zweite Kammer zurück, der sie bis zum Ende der Legislaturperiode im März 2017 angehörte.
Sie hat sich im Parlament vor allem mit den Portfolios Finanzen, Soziales, Jugend und Familie, Gesundheit, Gemeinwohl und Sport sowie Emanzipation beschäftigt.
Seit 2018 ist sie Beigeordneter in Amersfoort.